# 索昂库埃
索昂库埃（法語：Ceaux-en-Couhé，法語發音：[so ɑ̃ ku.e]）是法国新阿基坦大区维埃纳省的一个旧市镇，属于蒙莫里永区。2019年，索昂库埃与临近的4个市镇合并为新市镇普瓦图地区瓦朗斯。

## 地理
索昂库埃（46°19'16"N, 0°13'51"E）面积16.22 平方千米，位于法国新阿基坦大区维埃纳省，该省份为法国中西部省份，北起曼恩-卢瓦尔省和安德尔-卢瓦尔省，西接德塞夫勒省，南至夏朗德省，东南接上维埃纳省，东临安德尔省。
与索昂库埃接壤的市镇（或旧市镇、城区）包括：昂谢、尚帕涅圣伊莱尔、沙蒂永、库埃、派雷、沃村。

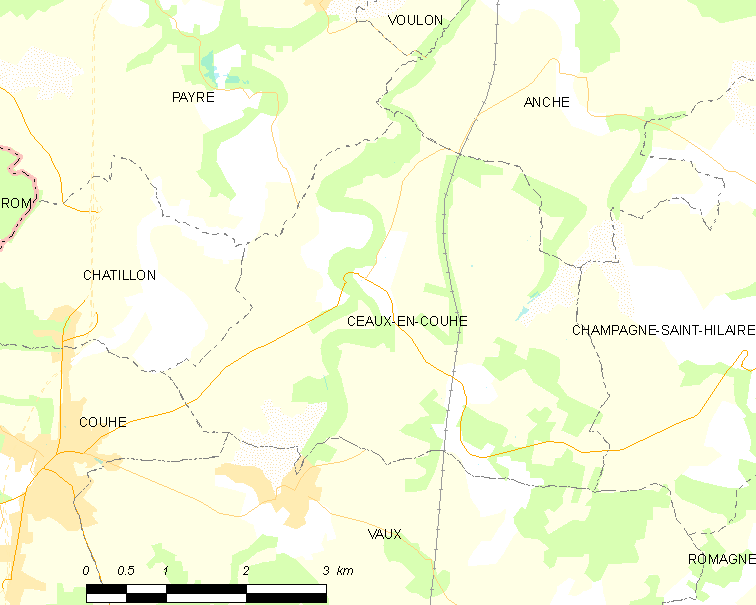
索昂库埃的OSM定位图

索昂库埃的时区为UTC+01:00、UTC+02:00（夏令时）。

## 行政
索昂库埃的邮政编码为86700，INSEE市镇编码为86043。

## 政治
索昂库埃所属的省级选区为吕西尼昂县。

## 人口

1962-2008年间索昂库埃人口变化图示

索昂库埃于2018年1月1日时的人口数量为524人。